# Walter Steffens (Turner)
Walter Johan Heinrich Steffens (* 26. Dezember 1908 in Rehden; † 23. August 2006 in Barnstorf) war ein deutscher Kunstturner und Olympiasieger.

## Leben

### Turnerische Karriere
Walter Steffens war in den 1930er Jahren einer der weltweit besten Seitpferd-Turner. 1934 gewann er bei den Turn-Weltmeisterschaften in Budapest die Bronzemedaille im Mannschaftsmehrkampf.
Am 18. August 1935 gewann er das Olympiaausscheidungsturnen der Gaugruppe Nord in Stettin. Auch beim Kunstturnen Reichsheer-Deutsche Turnerschaft im Jahr 1935 nahm er für die Deutsche Turnerschaft teil.
Der Sohn aus einer Handwerkerfamilie wurde bei den Olympischen Spielen 1936 in Berlin zusammen mit Alfred Schwarzmann und anderen Olympiasieger im Mehrkampf mit der deutschen Mannschaft.
Seit dem 1. September 1936 arbeitete Steffens als Turnlehrer der Hamburger Turnerschaft von 1816 und verstärkte in dieser Funktion die Hamburger Kunstturner. Zudem nahm er nun an den Städtekämpfen Hamburg-Berlin-Leipzig teil. Am 25. Oktober 1936 wurde er beim 32. Städtekampf im Leipziger Krystallpalast sogleich bester Einzelturner. In der Gesamtwertung gewann er in Leipzig.
Im selben Jahr nahm Steffens am 6. Dezember mit der Nordmarkmannschaft im Apollo-Theater in Düsseldorf am Gaukampf gegen Niederrhein teil und gewann die Einzelwertung.
1938 wurde Steffens Deutscher Meister am Barren.
In der Kürprüfung der Meisterklasse in Verden an der Aller wurde er, für Lüdenscheid turnend, am 26. Oktober 1948 Zweiter hinter Jakob Kiefer, der damit den Großen Preis der Stadt Verden gewann.
Im August 1949 zeigte er in der Olympiariege von 1936 bei einem Schauturnen in Goslar zusammen mit Stadel, Stangl, Schwarzmann und Frey noch einmal seine Weltklasse.
1950 hatte er sich dann vom Wettkampfsport zurückgezogen.
Walter Steffens war nach dem Zweiten Weltkrieg Sportlehrer am Gymnasium Hamm, an der Freiherr-vom-Stein-Realschule in Bergkamen und am Schalker Gymnasium Gelsenkirchen.

### Einordnung
Der begeisterte Turner stand während seiner Karriere etwas im Schatten des dreifachen Olympiasiegers und Mehrkampfsiegers von Berlin, Alfred Schwarzmann, doch galt er in den 30er Jahren als einer der besten Seitpferd-Artisten der Welt. Wie der Turn-Routinier später bekannte, waren ihm Eleganz und technische Perfektion stets wichtiger, als die Darbietung noch nicht stabiler Höchstschwierigkeiten. «Ich war kein Draufgänger-Typ. In Berlin 1936 gelang mir aber fast alles, nur mit dem Sprung war ich nicht ganz zufrieden», hatte er gesagt.

1949 war im Hamburger Abendblatt zu seinen Stärken zu lesen: 

„(…) Schwierigstes Gerät, wie immer, Pferd seit. Eine tückische Erfindung, bei dessen Anblick man unwillkürlich an Walter Steffens erinnert wird, den Olympiasleger, dessen meisterliche Beherrschung dieses Geräts nicht nur ein optischer Genuß für Zehntausende war.(…)“

Das Hamburger Abendblatt notierte 1956 zu seinen Olympiavorbereitungen 1936: 

„(…) so, wie ehemals der Hamburger Walter Steffens für die Olympischen Spiele 1936 arbeitete. Er holte sich nachts das Pauschenpferd und turnte im Dunkeln.(…)“